# جوی شادی
جوی شادی یک منطقهٔ مسکونی در افغانستان است که در ولایت بامیان واقع شده‌است.